# Yangdŏk-kun
Yangdŏk-kun (koreanska: 양덕군) är en kommun i Nordkorea.   Den ligger i provinsen Södra P'yŏngan, i den centrala delen av landet, 90 km öster om huvudstaden Pyongyang.
Följande samhällen finns i Yangdŏk-kun:
- Sangsŏng-ni